# سوون (شهر)
شهر سوون (به کره‌ای: 수원)، با جمعیت  ۱٫۰۴۴٫۱۱۳  نفر در استان گیونگ‌گی در کشور کره جنوبی واقع شده‌است.